# Pimelea poppelwellii
Pimelea poppelwellii är en tibastväxtart som beskrevs av Donald Petrie. Pimelea poppelwellii ingår i släktet Pimelea och familjen tibastväxter. Inga underarter finns listade i Catalogue of Life.